# Festival du cinéma européen de Lille
 (août 2022).
Si vous disposez d'ouvrages ou d'articles de référence ou si vous connaissez des sites web de qualité traitant du thème abordé ici, merci de compléter l'article en donnant les références utiles à sa vérifiabilité et en les liant à la section « Notes et références ».
Le Festival du Cinéma européen de Lille est un festival de courts métrages qui a été créé en 1984 à Lille. Il a lieu chaque année pendant une semaine en mars ou en avril. Il se fixe pour objectifs de promouvoir le court métrage français et européen, favoriser la rencontre entre les professionnels du cinéma et le public lillois ainsi que faire découvrir l'univers du cinéma à un public qui y a difficilement accès.
C'est aujourd'hui le 1er festival de court métrage organisé par des étudiants d'Europe. Il revendique la 1re  place dans le classement des festivals de courts métrages organisé par des étudiants en France et la 3e place dans le classement des festivals nationaux de courts métrages en termes de visibilité sur les réseaux sociaux, derrière les festivals de Clermont-Ferrand et de Brest. 

## Histoire
En 1984, une dizaine d’étudiants créent le Festival National du Film court de Lille avec deux idées en tête : prendre la suite de l’ancien festival de court métrage lillois et sauver la salle de cinéma de l’Arc-en-Ciel, en grande difficulté financière. Si au bout de quelques années, la salle de l’Arc-en-Ciel finit par fermer ses portes, le Festival du Film court de Lille perdure et s’installe dans plusieurs autres salles de cinéma de la métropole lilloise.
Année après année, le Festival gagne en renommée locale et nationale : de plus en plus de Lillois se déplacent pour assister aux séances et de plus en plus de réalisateurs soumettent leurs films. Il faut attendre la 24e édition, soit en 2004, pour que le Festival du Film court de Lille devienne le Festival du Cinéma européen, passant de trois jours de compétition à sept jours.
Si le Festival du Cinéma européen cherche à promouvoir le court métrage français et européen, il est également considéré comme un tremplin pour de jeunes artistes en passe de devenir connus. Cédric Klapisch, Mathieu Kassovitz ou encore Sylvie Testud y ont fait leurs débuts. Lors de la 25e édition, c’est Raphaël Chevènement qui a reçu le Grand Prix du Jury pour son premier court métrage Une leçon particulière, ensuite primé au Festival du court métrage de Bruxelles et au Festival de Cannes. En 2018, le réalisateur Ladj Ly reçoit le Prix du Public pour son court métrage Les Misérables, nommés par la suite aux Oscars et aux César.
L'objectif du Festival est aussi de faire découvrir le cinéma et plus particulièrement le format du court métrage à un public qui en est éloigné, et de favoriser les rencontres entre les parties-prenantes du cinéma et le public lillois. Il s'agit d'ouvrir le format court à un public sans cesse grandissant. 

## Festival

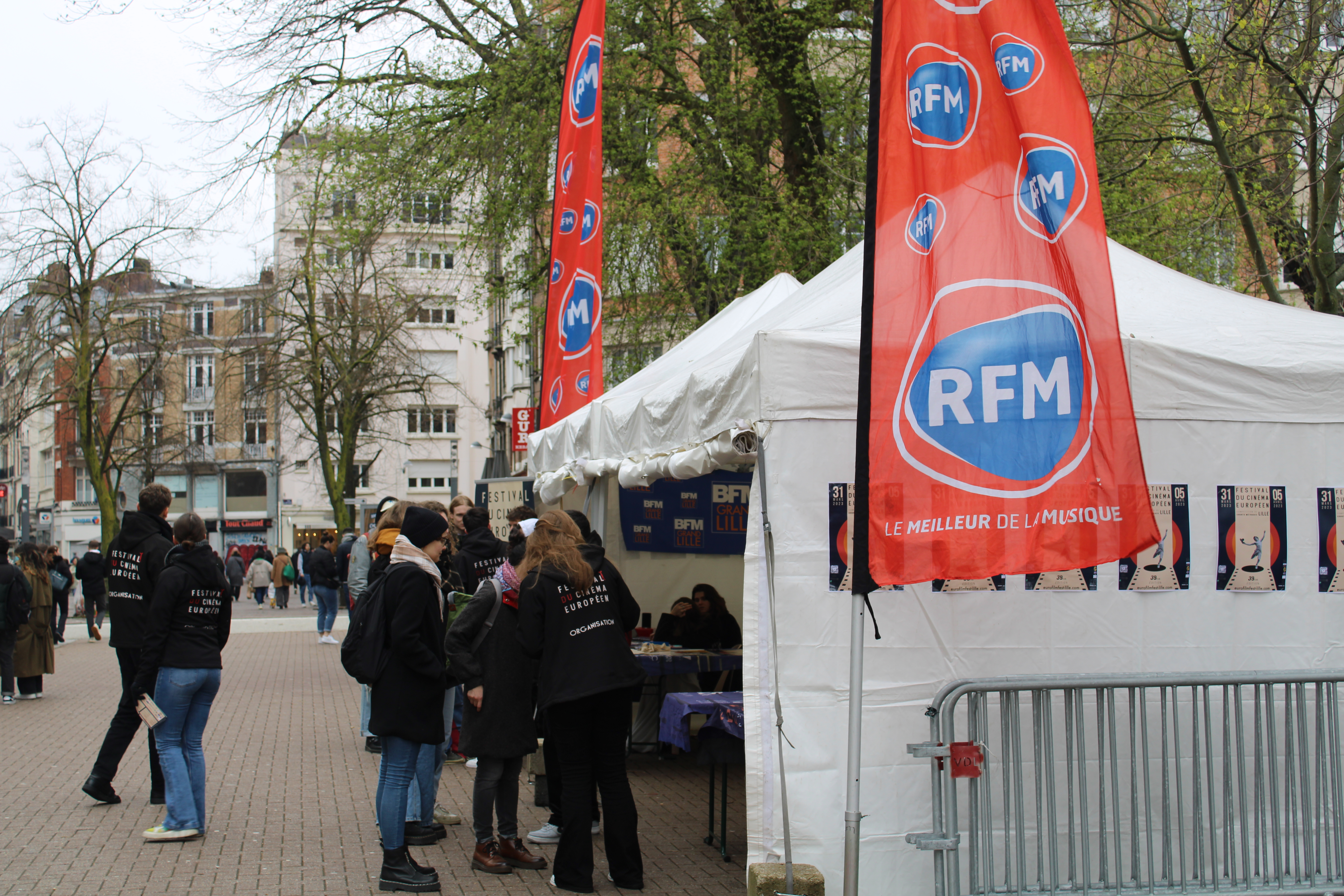
Le Village situé Place Richebé, à Lille, lors du Festival du Cinéma européen

Le Festival du Cinéma européen répartit les courts métrages sélectionnés en deux compétitions : la Compétition Officielle et la Compétition Autres Regards. De nombreux autres évènements sont organisés : le Concours de scénarios, le Marché du Film, les conférences, le village et les soirées thématiques.

## Prix décernés

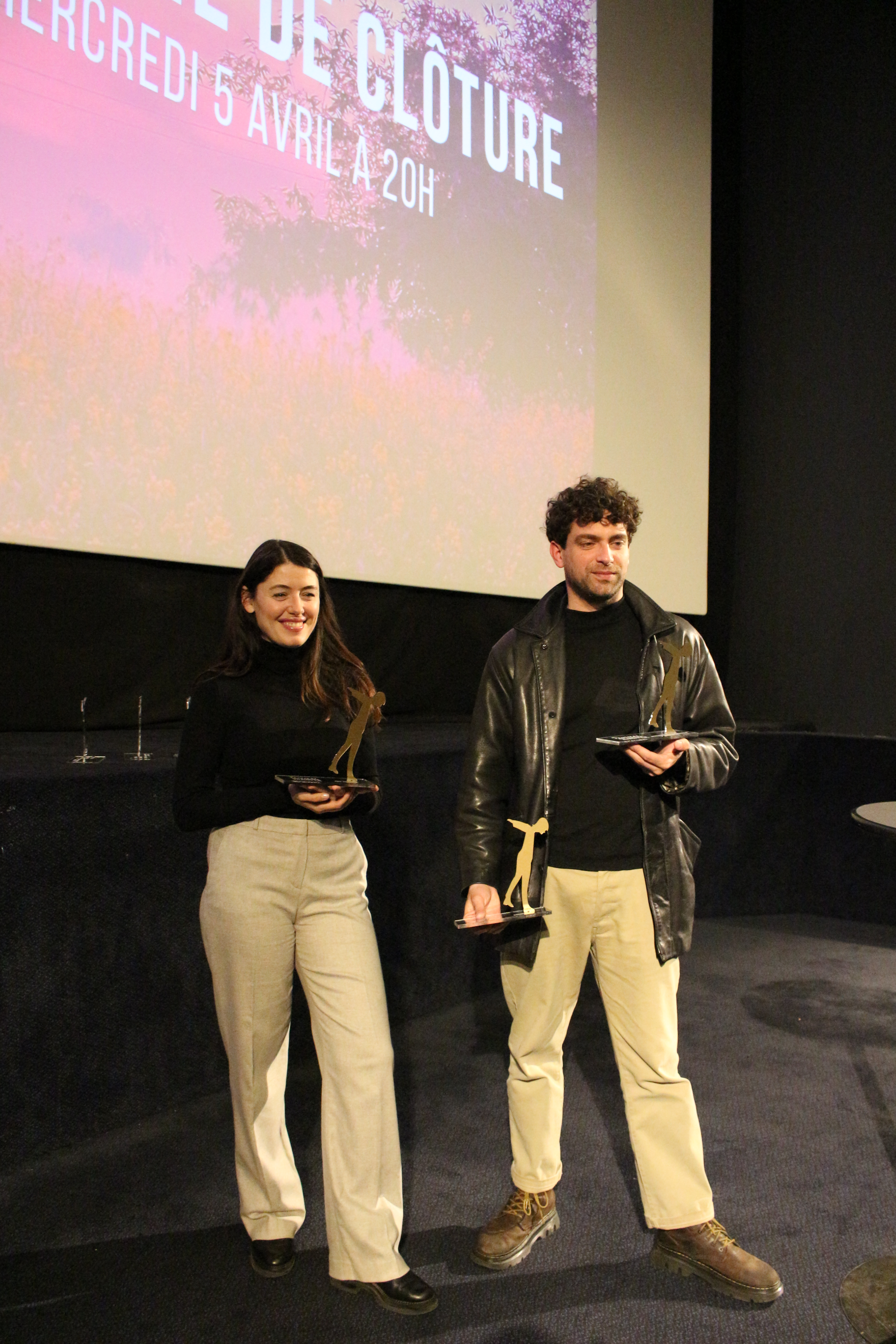
Nans Laborde-Jourdàa (Grand Prix) et Caroline Tillette (Prix du Public) avec leurs trophées en 2023

Le Festival du Cinéma européen récompense les courts métrages en compétition de 9 prix. Les courts métrages de la Compétition Officielle sont en lice pour le Grand Prix, le Prix de la meilleure interprétation féminine, le Prix de la meilleure interprétation masculine, le Prix de la réalisation et le Prix du meilleur scénario. La Compétition Autres Regards récompense les courts métrages d’une même catégorie avec le Prix du meilleur film d’animation, le Prix du meilleur film expérimental et le Prix du meilleur documentaire. Enfin, tous les films sélectionnés dans les deux compétitions peuvent être récompensés par le Prix du Public.
De 1988 à 2016, le Festival du Cinéma européen desservait le Prix du Funambule, remplacée par le Grand Prix.
| Edition | Titre du film           | Réalisateur                       | Durée      | Année | Pays            |
| ------- | ----------------------- | --------------------------------- | ---------- | ----- | --------------- |
| 1988    | Inch'Allah              | Chantal Briet, Jean-Pierre Lenoir | 24 minutes | 1987  | France          |
| 1989    | Justement Schubert      | Bruno Herbulot                    |            |       |                 |
| 1990    | Le casseur de pierres   | Mohamed Zran                      | 26 minutes | 1989  | France, Tunisie |
| 1991    | Interruption volontaire | Pascale Simar                     |            |       |                 |
| 1992    | La pierre de l'attente  | Trần Anh Hùng                     |            | 1991  | France          |
| 1993    | Le Regard de l'autre    | Bruno Rolland                     |            | 1992  | France          |
| 1994    | Ti boy's wife           | Richard Lormand                   |            |       |                 |
| 1998    | Rue bleue               | Chad Chenouga                     | 24 minutes | 1998  | France          |
| 1999    | Sale Battars            | Delphine Gleize                   |            |       |                 |
| 2000    | Un petit air de fête    | Eric Guirado                      | 35 minutes | 1999  | France          |
| 2001    | Faux contact            | Eric Jameux                       | 13 minutes | 2000  | France          |
| 2002    | L'être chair            | Christèle Frémont                 | 30 minutes | 2000  |                 |
| 2003    | Muno                    | Bouli Lanners                     | 21 minutes | 2001  | Belgique        |
| 2004    | L'Escalier              | Frédéric Mermoud                  | 22 minutes | 2003  | France, Suisse  |
| 2005    | After Shave             | Hany Tamba                        | 27 minutes | 2004  | France, Liban   |
| 2006    | Vagabond Shoes          | Jackie Oudney                     | 18 minutes | 2005  | Royaume-Uni     |
| 2007    | Wild duck season        | Julia Ruszkiewicz                 | 19 minutes | 2006  | Pologne         |
| 2008    | Une leçon particulière  | Raphaël Chevènement               | 10 minutes | 2007  | France          |
| 2009    | Two Birds               | Rúnar Rúnarsson                   | 15 minutes | 2008  | Islande         |
| 2010    | Missen                  | Jochem de Vries                   | 12 minutes | 2009  | Pays-Bas        |
| 2011    | Comme le temps passe    | Cathy Verney                      | 25 minutes |       | France          |
| 2012    | Silent River            | Anca Mirua Lazarescu              |            |       | Roumanie        |
| 2013    | The Mass of Men         | Gabriel Gauchet                   | 17 minutes | 2012  | Royaume-Uni     |
| 2014    | Trucs de gosse          | Émilie Noblet                     | 30 minutes | 2013  | France          |
| 2015    | The man with a dog      | Kamal Lazraq                      | 26 minutes | 2014  | France          |
| 2016    | Barbara                 | Yannick Privat                    | 22 minutes | 2015  | France          |

À partir de 2016, le Prix du Funambule devient le Grand Prix du Festival du Cinéma européen.
| Edition | Titre du film             | Réalisateur          | Durée      | Année | Pays               |
| ------- | ------------------------- | -------------------- | ---------- | ----- | ------------------ |
| 2017    | Balcony                   | Toby Fell-Holden     | 17 minutes | 2015  | Anglais            |
| 2018    | Watu Wote: All of us      | Katja Benrath        | 23 minutes | 2017  | Kenya et Allemagne |
| 2019    | Nefta Football Club       | Yves Piat            | 17 minutes | 2018  | France             |
| 2020    | Homesick                  | Koya Kamura          | 27 minutes | 2019  | France             |
| 2021    | The Ephemeral             | Jorge Muriel         | 20 minutes | 2020  | Espagne            |
| 2022    | Tala'vision               | Murad Abu Eisheh     | 28 minutes | 2020  | Allemagne          |
| 2023    | Léo la nuit               | Nans Laborde-jourdàa | 22 minutes | 2022  | France             |
| 2024    | La Voix des autres        | Fatima Kaci          | 30 minutes | 2023  | France             |
| 2025    | Ce qui appartient à César | Violette Gitton      | 18 minutes | 2024  | France             |

## Découvertes
- 2021 : Sélection officielle : Anna de Dekel Berenson (en compétition pour la palme d'or du court métrage du Festival de Cannes)
- 2020 - Sélection Autres Regards : Je sors acheter des cigarettes d'Osman Cerfon (nommé aux César du meilleur court métrage d'animation en 2020)
- 2019 - Sélection officielle : Nefta Football Club d'Yves Piat (Nommé au César du meilleur court métrage en 2020 et aux Oscar en 2020)
- 2021 - Sélection Autres Regards : Mémorable de Bruno Collet (Nommé pour l'Oscar du meilleur court métrage d'animation en 2020)
- 2019 - Sélection officielle : La Nuit des sacs plastiques de Gabriel Harel (César du meilleur court métrage d'animation en 2020)
- 2018 - Sélection officielle : Les Misérables de Lajd Ly (qui a réalisé par la suite le long métrage du même nom, récompensé par le Prix du jury du Festival de Cannes en 2019 et par 4 Césars en 2020)
- 2018 - Prix du Public : Les Bigorneaux d'Alice Vial (César du meilleur court métrage en 2018)
- 2016 - Prix du Public : Sing de Kristóf Deák (Oscar du meilleur court métrage de fiction en 2017)
- 2011 - Prix du Public : Aglaée de Rudi Rosenberg
- 2011 - Sélection officielle : Lighthouse de Anthony Chen (Caméra d'Or du 66e édition du festival de Cannes en 2013)
- 2010 - Prix Jeunes Talents : Efecto domino de Gabriel Gauchet (vainqueur du Funambule du Cinéma européen en 2013)
- 2010 - Prix de la Presse : ¿Dónde está Kim Basinger? de Edouard Deluc (qui s'est inspiré de ce court métrage pour son premier long métrage, Mariage à Mendoza en 2012)
- 2008 - Prix de la Jeunesse : Manon sur le bitume de Olivier Pont
- 2008 - Prix du Public : Traumatologia de Daniel Sánchez Arévalo
- 2006 - Prix de la meilleure réalisation : Starfly de Beryl Koltz
- 2005 - Coup de cœur : La révolution des crabes de Arthur de Pins
- 2005 - Prix de la Jeunesse : Dans l'ombre de Olivier Masset-Depasse
- 2001 - Prix de la meilleure réalisation : Walking on the wild side de Abel et Gordon
- 1998 - Prix de la meilleure réalisation : Tueurs de petits poissons de Alexandre Gavras
- 1991 - Mention Spéciale : Fierro le pou de Mathieu Kassovitz
- 1989 - Sélection officielle : Ce qui me meut de Cédric Klapisch